# Condado de Arkansas
El condado de Arkansas (en inglés: Arkansas County) es un condado en el estado estadounidense de Arkansas. En el censo de 2000 el condado tenía una población de 20 749 habitantes. El condado tiene dos sedes de condado: Stuttgart y De Witt. Fue el primero de los 75 actuales condados de Arkansas en ser creado. Fue fundado el 13 de diciembre de 1813 y fue nombrado en honor a la tribu indígena arkansas.

## Geografía
Según la Oficina del Censo, el condado tiene un área total de 2678 km² (1.034 sq mi), de la cual 2,560 km² (988 sq mi) es tierra y 117 km² (45 sq mi) (4,38%) es agua.

### Condados adyacentes
- Condado de Prairie (norte)
- Condado de Monroe (noreste)
- Condado de Phillips (este)
- Condado de Desha (sur)
- Condado de Lincoln (suroeste)
- Condado de Jefferson (oeste)
- Condado de Lonoke (noroeste)

### Áreas nacionales protegidas
- Memorial Nacional del Puesto de Arkansas
- White River National Wildlife Refuge

## Transporte

### Autopistas importantes
- U.S. Route 79
- U.S. Route 165
- Ruta Estatal de Arkansas 1
- Ruta Estatal de Arkansas 11
- Ruta Estatal de Arkansas 17
- Ruta Estatal de Arkansas 33

### Aeropuerto
El Aeropuerto Municipal de Almyra es un aeropuerto público localizado en el condado de Arkansas. Se encuentra a 6 km al este del centro de Almyra.

## Demografía
En el  censo de 2000, hubo 20 749 personas, 8457 hogares, y 5970 familias residiendo en el condado. La densidad poblacional era de 21 personas por milla cuadrada (8/km²). En el 2000 había 9672 unidades unifamiliares en una densidad de 4/km² (10/sq mi). La demografía del condado era de 75,19% blancos, 23,36% afroamericanos, 0,21% amerindios, 0,36% asiáticos, 0,21% de otras razas y 0,66% de dos o más razas. 0,76% de la población era de origen hispano o latino de cualquier raza. 
La renta per cápita promedia del condado para un hogar era de $30 316, y el ingreso promedio para una familia era de $36 472. En 2000 los hombres tenían un ingreso per cápita de $28 914 versus $21 127 para las mujeres. La renta per cápita para el condado era de $16 401 y el 17,80% de la población estaba bajo el umbral de pobreza nacional.

## Ciudades y pueblos
- Almyra
- De Witt
- Gillett
- Humphrey
- St. Charles
- Stuttgart